# یواس‌اس نیکولاس (دی‌دی-۳۱۱)
یواس‌اس نیکولاس (دی‌دی-۳۱۱) (به انگلیسی: USS Nicholas (DD-311)) یک کشتی بود که طول آن ۹۵٫۸۳ متر (۳۱۴٫۴ فوت) بود. این کشتی در سال ۱۹۱۹ ساخته شد.